# Kari Nordheim-Larsen
Kari Nordheim-Larsen (født 23. juni 1948) er norsk politiker (Ap) og amtsmand i Telemark.
Kari Nordheim-Larsen var blandt andet viceborgmester for Telemark fylkeskommune fra 1984 til 1990. De følgende to år var hun regionssekretær for Arbeiderpartiet, hun var Norges Minister for Ulandsbistand fra 1992 til 1997 i Gro Harlem Brundtlands tredje regering, samt børne- og familieminister i fire måneder 24. december 1993 – 5. april 1994 (konstitueret i Grete Bergets forældreorlov). Fra 1998 til 2002 var hun leder af FNs udviklingsprogram i Laos, og fra 2004 rådmand i Hol kommune, indtil hun i 2006 blev udnævnt til amtsmand i Telemark.